# يسبر بيترسن
يسبر بيترسن (18 ديسمبر 1953 - ) (بالدنماركية: Jesper Petersen)‏ هو لاعب كرة يد دانمركي. شارك في الألعاب الأولمبية الصيفية 1976.

## وصلات خارجية
- يسبر بيترسن على موقع أوليمبيديا (الإنجليزية)